# Кодське князівство
Кодське князівство — хантська держава на Півночі Західного Сибіру у XV—XVII століттях. Стало союзником Московії у боротьбі з Пелимським князівством та її союзниками. Керувалося династією Алачєвими.

## Історія
Про заснування та початок діяльності цього князівства не достатньо відомостей. Сформувалася на початку XV століття. У зону впливу кодських князів входили ханти, що мешкали по берегах річки Ваху, також кілька дрібних князівств — Вас-Пукол, Кол-Пукол, Емдирське. Із самого початку знаходилося у конфлікті з Пелимським, Кондинським та Табаринськими князівствами. Водночас було союзником інших хантських князівств — Дем'янського, Цингальського та Білогорського. Втім кодські князі визнавали зверхність над собою Тюменського ханства. Проте це не виключало конфлікт з Пелимом та Кондою. На півночі об'єктами їх набігів були поселення і кочовища тундрової самояді (ненців), на півдні та заході вони спустошували території Сосьвінського та Кондинського князівств.
У 1483 році великий князь Московський Іван III, скориставшись перемогою під час стояння на річці Угрі 1480 року проти Великої орди, послав військо на чолі із Федором Курбським та Іваном Салтиковим-Травіним для підкорення Югри. Кондське князівство після нетривалого спротиву визнало владу Московії — князь Молдан та два його сини потрапили у полон, а його родич князь Питкей вимушений був їхати до Москви. Іван III став зватися князем Кодським. Але ця залежність виявилася номінальною. У 1484—1485 роках кодський князь Молдан разом з пелимськими та кондинськими мансі виступив проти великого князівства Пермського, Вимь та інші земель великого князівства Московського.
У 1499 році проти югорських князівств, зокрема Кодського великий князь Іван III спрямував війська, які завдали Молдану важкої поразки. В результаті останній знову визнав владу Московії. Втім після відходу у 1500 році московитів залежність Кондського князівства скінчилася, хоча торговельні стосунки не припинялися. Протягом наступник десятиріч Кода збільшувало міць, проте економічно та політично поступалося Пелимському князівству. Зрештою визнало над собою владу Сибірського ханства.
Після перемог Єрмака у 1583 році кодський князь Алачей (від нього походить назва династії) вирішив скористатися цією ситуацією. Алач зачекав поразки Дем'янського, Цингальського та Білогорського князівств, після чого уклав військовий союз з козаками Єрмака.
Пізніше, союзний договір було підтверджено вже офіційними представниками царської влади і в подальшому ратифіковано. Зважаючи на прояв доброї волі і вагомості Кодського князівства, між ним і Москвою склалися особливі відносини васалітету. Ясачная повинність для людей князя Алачея замінялася службою. Піддані князя зобов'язувалися брати участь з московськими у військових походах. Враховуючи войовничість кодських хантів, подібна повинність для них не була особливо обтяжливою, тим більш, що у війні ханти бачили чи не єдиний спосіб існування. Зі своїх 13 містечок кодський князь міг виставити до 300 добірних, загартованих в боях вояків.
Крім військових дій, кодичі мали брати участь у щорічних походах за сіллю до Ямиш-озера, нести вартову службу, виконувати обов'язки гінців. За потреби їх залучали до будівництва міст і острогів, виготовленню дрібних суден. Натомість царська скарбниця виділяла хлібний пай для кодських вояків, а князі отримували грошові оклади. Крім того, вони мали свою частку здобичі в результаті ведення війни і могли розраховувати на частину полонених, що перетворювалися на рабів. У разі ж необхідності кодські ханти могли безпосередньо безпосередньо звертатися до царя.
Вже у 1583 році задля підтвердження договору князю Алачею передано землі Белогорського князівства. Тоді Алачей дав дозвіл звести у своїй столиці християнський храм Животворящої Трійці, де вів службу священик. Першою хрестилася дружина Алачея під іменем Анастасія. Проте ханти неохоче приймали християнську віру. У 1584 році війська Кодського князівства брали участь у війні проти Пелимського та Кондинського князівств. Втім у 1585 році на деякий час Алачей перейшов на бік хана Кучума, брав участь у вирішальній битві проти Єрмака Тимофійовича, панцир якого Кучум подарував Алачею. Проте вже у 1486 році кодичі знову перейшли на бік Московії. З 1586 року стали знову ходити походами проти Пелимського князівства. У 1591 році кодські вояки відзначилися у вдалому поході проти Рябої орди.
У 1593 році загони Конди на чолі із князем Ічігеєм, син померлого Алача, разом з московитами на чолі із воєводою Петром Горчаковим з Березового містечка рушили проти Обдорського князівства, де кодичі захопили велику здобич. Того ж року московсько-кодські війська рушили проти Пелим та Конди. Першими вдарили кодські воїни князя Ічігея, що йшли в авангарді. Багаторічна ворожнеча з кондинцями надала атакам особливо запеклий характер. Мансі були вщент розгромлені. У полон потрапив сам князь Агай і всі члени його родини. Кодичі ж настільки увійшли в азарт, що ще протягом 6 років періодично грабували Кондинське князівство, поки, нарешті, московський цар не наклав заборону на подібні дії. У 1594 році кодські війська сприяли підкореню Московії Пелимського князівства.
За ці звитяги кодські князі Ічігей його двоюрідний брат Онжа отримали багату здобич, бранців, а також від царя — Васпукольскую область в Березівському повіті і Колпукольску область в Тобольському повіті.
У 1594 році Ічігей з вояками приєднався до загонів московського воєводи князя Федора Барятинського, який отримав наказав царя Федора I спорудити фортецю Сургут на землях Бардакова князівства. У цій війні проти князя Бардака кодичі сприяли перемозі московитів, а потім брали участь у зведені укріплень Сургута.
У 1598 році кодські вояки на чолі із князем Ічігеєм брали участь у війні Московії проти Рябої орди, під час якої остання була розгромлена. У 1602 році кодичі звитяжили у битві проти князя Кічігея, князя Малої Рябої орди. В результаті цих перемог кодські ханти захопили Сургутське Приоб'є.
У 1604 році його загін залучали до будівництва Томська у володіннях еуштинського князька Тояна, у 1607 році — для придушення повстання колишнього обдорського князя Василя Обдорського, у 1617 році — завоювання тунгусов і будівництва Маковського острогу, у 1619 році — до походу на Єнісей і зведення Єнісейського острогу. У 1620 році їм було наказано організувати упіймання засланців, які намагалися втекти до Московії через Уральські гори. Останній раз кодичі брали участь у військовій експедиції на Нижню Тунгуску у 1627—1630 роках. Далі хантів використовували як конвой.
У 1605 році московити приєднали до Сургутського повіту одну з волостей Кодського князівства. Ця територія колись входила до складу Білогорського князівства і була подарована князя Алачу. Натомість Ічігей Алачєв за участь у війні з Рябій Ордою отримав Ваховську волость, а дещо пізніше — волость Олену на Вимі.
Після смерті Ічігея у 1607 році кодським князем став його двоюрідний брат Онжа Юр'єв. Проте удова Ічігея — Анна Пуртеєва — 1608 року домоглася передачі влади своєму синові, що був хрещений під ім'ям Михайла. Проте фактичной правителькою була його мати. У 1609 році вона влаштувалася заколот з метою повалення залежності від Московії, де на той час тривав так званий Смутний час. Пуртеєва вступає в зносини з вчорашніми ворогами, кондинський мансі, Обдорським князем Мемруком, закликає до повстання білогірських та сосвінських хантів. Проте змову було викрито. Анна зуміла випровдатися, її було заслано до Москви, а незабаром повернуто на батьківщину.
Поступово, у зв'язку з внутрішніми конфліктами, в Кодському князівстві виник розбрат, коли у 1636—1637 виник конфлікт між княжою родиною та військовою знатю. 1643 року князівство припинило своє існування. Останнього його князя Дмитра Михайловича Алачєва було викликано до Москви, де той залишився, отримвавши дворянським титулом. В результаті приєднання Кондинського князівства до Московії осататочно підкорено Югру.
У 1661 році деякі кодські знатні люди вступили в союз з казимськими ханти з метою знищення московськими військовикій. Втім ця змова не вдалася, а її очільників було схоплено та страчено.

## Географія
Розташовувалася уздовж обох берегів річки Обі, в її середній течії — від Березова на півночі і до гирла річки Ендирь на півдні.
Кодські землі географічно розташовані в не дуже добрих кліматичних умовах — заболочені тайгові урмани, що тягнуться вздовж лівого берега Обі, які переходять на північ взагалі в малопридатні для проживання болотисті лісотундрові зарості. Трохи кращим для проживання в кодських кордонах був правий берег Обі — вищий, майже без боліт і тому всі містечка розташовувалися на ньому. Чисельність населення цього князівства трохи перевищувала 5 тис. осіб. Під владою кодських князів перебували землі, яка майже повністю відповідає території Октябрського району Ханти-Мансійського автономного округу.

## Міста та структура
Відомо значною кількістю містечок (оус) — Наргакар (Кодське містечко), Нізанське, Кармиш-Юган, Шоркар, Кілдясан, Чемашев, Нарікор, Вежакор, Вонжакор, Каримкар, Великий та Малий Атлими. Вони стояли дуже виграшно — в центрі югорських земель, на головній дорозі Західного Сибіру — Обі, по якій відбувалося сполучення з півночі на південь — від ненців до сибірських татар, і з заходу на схід — від в'ятичів та новгородців в глиб Сибіру.
У кожному такому містечку правили свої князі, які перебували в свою чергу у васальній залежності від «великого князя», що мав своєю резиденцією Кодскій містечко чи Нангакар, що стояв на протоці Нягань.
Головою Кодського князівства був володар з династії Алачєвих. Нангакар був здавна резиденцією цього князівського роду. Це містечко представляв собою класичну давньофеодальну садибу-фортецю. Тут також знаходився головний арсенал князівства, де зберігалися до часу важкі військові обладунки, якими князь постачав своє ополчення з початком військових походів. У столиці розташовувалася скарбниця, де зберігалися коштовності династії — численний срібний посуд, шкурки соболів, чорнобурки та червоних лисиць, білок, інші дорогі по тим часам вироби. Тут мешкав головний шаман князівства, який опікувався великою кумирнею з ідолом.
Кодський князь був очільником війська (сюди входило чоловіче населення та загони залежних князьків), верховним суддею, головним зберегателем його моральних підвалин — головним хранителем святинь своєї держави.

## Побут та традиції
Мешкали кодські ханти в укріплених містечках та незміцнених поселеннях, неподалік від міст. Останні фактично були сезонними промисловими стійбищами кількох родин. Кожне таке поселення було цілком самостійним господарським колективом із закінченим циклом виробництва. Більша частина Кодського князівства проживала в цих неукріплених поселеннях. Містечка були військово-оборонними, адміністративно-політичними, торговельними і культовими центрами держави.

## Стани та податі
Кодське населення поділяються на чотири головні стани — княжий рід, служиві, ясачні, раби. Значна частина населення Кодського князівства платила князю обов'язкову подать — ясак. Це були досить безправні нащадки більш слабких сусідніх володінь, де правили князі Алачєви. Ясак сплачувався у вигляді обов'язкових поставок соболиних і білячих шкурок. Крім того, ясачні ханти мали вирушати на княжий промисел, для чого князь видавав їм необхідний інвентар. Серед ясачного населення були й такі, хто через бідність не міг платити регулярну данину. Такі потрапляли в кабалу до князя і були зайняті на сезонних роботах по садибі і в княжому господарстві. За переписом 1631 року в князівстві налічувалося близько 80 рабів-чоловіків.

## Економіка
Господарська діяльність визначалася місцем їх проживання. Тому головним після воєн джерелом доходу князя, знаті, була доходи під продажу риби. Ясачне населення та раби займалися риболовлею, обробкою риби, яку через посередників продавали до Сибірського ханства, потім Московії. Другим за значимістю мирним заняттям кодських хантів займав звіриний промисел. З часом мисливці стали приносити з лісу лисенят, соболя і ростили їх в клітках. Так у них успішно розвинулося промислове звірівництво. Важливим доводом на користь розвитку цього промислу було те, що вирощені таким чином звірі мали більш якісне хутро. Також полювали на водоплавучу дичину, займалися збирання ягід.
Головним ремеслом вважалося мистецтво обробки риб'ячих шкір, особливо з осетрів та стерляді. Не менш вміло обробляли звірині шкури, обережно зскрібаючи міздрю кістяними скребницями. Було розвинене і специфічне північне ткацтво. Основною сировиною була кропива. Кропив'яні сорочки да риб'ячі хутра шили собі переважно в незаможних родинах. Князі і дружинники мали можливість придбати або награбувати одяг і взуття зі справжнього хутра та з шовків й дорогих суконь. Вони не лише прикрашалися самі, але і своїх дружин.